# Feeding Frenzy

Feeding Frenzy — це водна відеогра в режимі для одного гравця в аркадному стилі, написана Sprout Games і опублікована PopCap Games . З початковим дебютом 11 лютого 2004 року він побачив перевидання в службі Xbox Live Arcade, з версіями як для оригінальної Xbox, так і для Xbox 360 . Версія для Xbox 360, випущена 15 березня 2006 року, була 17-ю найпопулярнішою ігрою Xbox Live Arcade у 2006 році 
У лютому 2006 року було випущено продовження цієї гри Feeding Frenzy 2. 
У 2016 році Feeding Frenzy став доступним для Xbox One із зворотною сумісністю та є безкоштовним для учасників EA Access.

## Ігровий процес
У Feeding Frenzy гравці керують голодним морським хижаком, який прагне з’їсти якомога більше іншої риби. Протягом 40 рівнів гри вони перемикаються між 5 морськими тваринами. На останньому рівні вони намагаються скинути з престолу велику акулу, «Короля акул», використовуючи Орвілла косатку . Гравець бере на себе роль різних водних видів, кожен з яких намагається просунутися вгору по харчовому ланцюгу . Коли їдять меншу рибу, власна риба гравця збільшується і стає здатною з’їсти дещо більшу рибу. До кінця кожного рівня риба стає достатньо великою, щоб з’їсти майже все, що зображено на екрані. Гравці повинні бути пильними щодо небезпек, зокрема глибинних бомб, більших хижаків, морських мін, опромінених риб і медуз.
Якщо гравець з’їдає достатньо велику кількість риби за короткий проміжок часу, запускається Feeding Frenzy, що покращує результати. Якщо гравець продовжує швидко поглинати іншу рибу, можна досягти подальшого подвійного божевілля . Обидва вони закінчуються, коли минає короткий період часу без подальшого швидкого споживання.
Повна версія гри включає як звичайний режим, так і режим «атаки на час». 

## Звільнення
У безкоштовну ActiveX версію Feeding Frenzy можна грати онлайн на таких веб-сайтах, як MSN Gaming Zone, але вона має лише обмежену кількість рівнів. Версія для Windows, Feeding Frenzy Deluxe, доступна для завантаження як пробна версія, а повна версія доступна за окрему плату. Крім того, існують версії для Xbox і Xbox 360 . Оригінальна версія Xbox доступна на диску Xbox Live Arcade від Microsoft або на офіційних дисках Xbox Magazine . Версію для Xbox 360 можна завантажити з Xbox Live Marketplace як безкоштовну демонстраційну версію або як повну версію. Ця версія також включена на диск, який постачається разом із пакетом Xbox Arcade для Xbox 360, разом із Pac-Man Championship Edition, Uno, Luxor 2 і Boom Boom Rocket . Версії Xbox 360 Pro та Elite містять цю версію як одну з 16 демонстраційних версій ігор, попередньо завантажених на жорсткий диск.
UltraCade Technologies випустила аркадну версію, яка містила систему викупу квитків і автоматизовану систему налаштування складності. Аркадний кабінет також має вбудовані барботерні резервуари з обох боків з текучою водою та штучними рибками.  

## Рецепція
IGN розкритикував просту механіку Feeding Frenzy, відсутність складності та загальну відсутність глибини, що призвело до оцінки 6,6 із 10 для версії для Xbox 360. Огляд припустив, що додаткові онлайн-елементи могли б допомогти заголовку, інакше, обмеженому тривалому зверненню.  TeamXbox також розкритикував складність гри та можливість повторного відтворення, припустивши, що вона може бути кращою для дітей. Незважаючи на те, що Feeding Frenzy вважають «дещо поверхневою», команда TeamXbox дійшла висновку, що гра все ще доступна та весела, присудивши версії для Xbox 360 7 з 10.  Eurogamer поставив версії Feeding Frenzy для Xbox 360 загальну оцінку три з десяти, висловлюючи, що спочатку «чарівна у своїй простоті», гра швидко стає «нудною» та «повторюваною», далі заявляючи, що кожен рівень «просто більше того самого». 